# Harpocera
Harpocera Curtis, 1838 је род инсеката из групе стеница (Heteroptera). Род припада фамилији Miridae.

## Опште одлике
Род има дисјунктно распрострањење на подручју Палеарктика. Унутар овог рода идентификовано је 7 врста. На подручју Европе живи свега 3 врсте овог рода:
- Harpocera cypria Wagner, 1968
- Harpocera hellenica Reuter, 1876
- Harpocera thoracica (Fallen, 1807)

Поред Европе овај род се јавља и на подручју Африке и Азије.
Дуго се сматралао да само једна врста овог рода живи на подручју Европе (Harpocera thoracica), а у Србији се тренутно поред ове врсте бележи и присуство врсте Harpocera hellenica.
Врсте овог рода живе углавном на различитим врстама храста, у највећој мери су фитофагне врсте али понекад су и предатори мањих инсеката као што су биљне ваши. Презимљавају у стадијуму јајета, а као одрасле јединке су активне у кратком периоду. Изражен је полни диморфизам, мужјаци имају јасно проширење на врху другог антеналног сегмента што их јасно разликује од женки које немају ово проширење.

## Статус заштите
Врсте овог рода у Србији се тренутно не налазе на листама од значаја за заштиту.